# Глодоско съкровище
Глодоскотно съкрвище (на украински: Глодоський скарб) е археологическа находка от Украйна.
Съдържа златни и сребърни предмети с тегло на златните 2,583 кг и 1,026 кг на сребърните.
Открито е в 1961 г. в степта до село Глодоси, Новоукраински район, Кировоградска област, Украйна. Откритието е направено случайно от ученици.
Съкровището е било под скала, където е погребан знатен вожд от степните племена от 7 – 8 век. Положени са голям меч и други оръжия с много златни и сребърни предмети. Ритуалът и стилистиката на откритите предмети го определя към антските и другите племена, обитавали района в посочения период от Ранното средновековие.
За негово име е учредена наградата за изкуство „Глодоський скарб“.